# 典滿
典滿（？—？），表字不詳，陳留己吾人。東漢末曹操麾下猛將典韋之子。

## 生平
197年，曹操攻打張繡的戰役中，曹操兵敗而撤退，典韋為保護曹操撤退而擋著敵軍，最終戰死，曹操知道後十分悲傷，亦因而封典滿為郎中。後來曹操因為思念典韋，於是任命典滿為司馬，為著可以經常看到他。曹丕繼位魏王後，任命典滿為都尉，賜爵關內侯。後事跡不詳。

## 動漫
- 漫畫 《火鳳燎原》（陳某）、火鳳燎原外傳小說《敗將》（王貽興）:尚未登場，僅外傳小說中登場。